# Erica philippioides
Erica philippioides är en ljungväxtart som beskrevs av Robert Harold Compton. Erica philippioides ingår i släktet klockljungssläktet, och familjen ljungväxter. Inga underarter finns listade i Catalogue of Life.